# Воррентон (Орегон)
Воррентон (англ. Warrenton) — місто (англ. city) в США, в окрузі Клетсоп штату Орегон. Населення — 6277 осіб (2020).

## Географія
Воррентон розташований за координатами 46°10′13″ пн. ш. 123°55′22″ зх. д. / 46.17028° пн. ш. 123.92278° зх. д. (46.170222, -123.922653).  За даними Бюро перепису населення США в 2010 році місто мало площу 45,76 км², з яких 33,09 км² — суходіл та 12,67 км² — водойми.

## Демографія
Згідно з переписом 2010 року, у місті мешкало 4989 осіб у 1948 домогосподарствах у складі 1287 родин. Густота населення становила 109 осіб/км².  Було 2196 помешкань (48/км²).
Расовий склад населення:
| - 91,5 % — білих - 1,3 % — корінних американців - 1,1 % — азіатів - 0,7 % — вихідців з тихоокеанських островів - 0,6 % — чорних або афроамериканців - 1,8 % — осіб інших рас |

До двох чи більше рас належало 3,0 %. Частка іспаномовних становила 5,7 % від усіх жителів.
За віковим діапазоном населення розподілялося таким чином: 23,8 % — особи молодші 18 років, 62,2 % — особи у віці 18—64 років, 14,0 % — особи у віці 65 років та старші. Медіана віку мешканця становила 37,6 року. На 100 осіб жіночої статі у місті припадало 103,9 чоловіків;  на 100 жінок у віці від 18 років та старших — 102,7 чоловіків також старших 18 років.
Середній дохід на одне домашнє господарство  становив 57 935 доларів США (медіана — 42 606), а середній дохід на одну сім'ю — 64 367 доларів (медіана — 48 672). За межею бідності перебувало 16,7 % осіб, у тому числі 24,3 % дітей у віці до 18 років та 8,5 % осіб у віці 65 років та старших.
Цивільне працевлаштоване населення становило 2286 осіб. Основні галузі зайнятості: освіта, охорона здоров'я та соціальна допомога — 20,4 %, роздрібна торгівля — 17,0 %, мистецтво, розваги та відпочинок — 14,1 %.